# Янтарная (игорная зона)
Игорная зона Янтарная — одна из четырёх (с 1 июля 2009 года) официально установленных игорных зон в России.
Под строительство будущей инфраструктуры игорной зоны отведено 1170 гектаров земли на берегу Балтийского моря в 50 километрах от Калининграда вблизи поселков Янтарный, Окунево и Поваровка (Зеленоградский район). В последующем площадь участка была уменьшена до 995,1 тыс. квадратных метров и определено его новое место — вблизи посёлка Куликово (Зеленоградский район). Инфраструктура зоны в настоящее время находится на стадии развития после проведения лотовых аукционов в 2009 году.
По оценкам, инвестиции в игорную зону Калининградской области составят не менее 45 миллиардов рублей.
Первый объект игорной зоны — зал игровых автоматов открыт 8 апреля 2016 года.
10 февраля 2017 года на территории игорной зоны «Янтарная» было открыто казино «SOBRANIE».